# Beeden-Schwarzenbach
Beeden-Schwarzenbach war eine Gemeinde im pfälzischen Landkreis Homburg. Sie bestand aus den beiden Gemeindeteilen Beeden, das sich südwestlich des Homburger Zentrums befindet, und Schwarzenbach, das sich südlich von Homburg befindet und durch dessen Ortslage die Bundesstraße 423 verläuft.
Im Jahr 1906 wurde die Gemeinde Beeden-Schwarzenbach aus den beiden namensgebenden Orten neu gegründet. Am 1. April 1913 wurde sie bereits aufgelöst. Ihre beiden Ortsteile wurden in die Kreisstadt Homburg eingegliedert.